# Bruno Versavel
Bruno Versavel (Diest, 1967. augusztus 27. – ) belga válogatott labdarúgó, edző.

## Pályafutása

### Klubcsapatban
1986 és 1988 között a Sporting Lokeren csapatában játszott. 1988-tól 1991-ig az KV Mechelen játékosa volt, melynek tagjaként 1988-ban megnyerte az UEFA-szuperkupát, 1989-ben pedig bajnoki címet szerzett. 1992 és 1997 között az Anderlechtet erősítette és három bajnokságot nyert. Az 1997–98-as szezonban Olaszországban a Perugia együttesében játszott. 1998-ban kis ideig megfordult a svájci Luganóban is. 1998 és 1999 között a KFC Herentals, 1999 és 2000 között a KFC Verbroedering Geel játékosa volt. 2000-től 2007-ig az FC Turnhout együttesében szerepelt. 2007 és 2011 között a KFC Diest volt az utolsó csapata.

### A válogatottban
1988 és 1995 között 28 alkalommal szerepelt a belga válogatottban és 4 gólt szerzett. Részt vett az 1990-es világbajnokságon.

## Sikerei
KV Mechelen
- UEFA-szuperkupa (1): 1988
- Belga bajnok (1): 1988–89

Anderlecht
- Belga bajnok (3): 1992–93, 1993–94, 1994–95
- Belga kupagyőztes (1): 1993–94
- Belga szuperkupagyőztes (2): 1993, 1995